# 吉沼八幡神社
吉沼八幡神社（よしぬまはちまんじんじゃ）は、茨城県つくば市の神社。

## 歴史
1087年（寛治元年）に創建された。伝承によれば、源義家が後三年の役で奥州へ出征する際、戦勝を祈念して、兵を率いて自分が泊まった旅宿跡に誉田別命を祀る神社を創建したのが起源と伝えられる。
1663年（寛文三年）に当地は仙台藩の飛地に編入されており、藩主伊達氏の保護も受けている。現在の本殿は1685年（貞享二年）に建造されたものである。その彫刻は嶋村吉兵衛によるものである。覆屋は1687年（慶応二年）に建造される。
1990年（平成2年）1月25日、本殿と覆屋が茨城県有形文化財指定となる。2006年（平成18年）に社殿大修理により、本殿覆屋、拝殿、若宮八幡社の整備が完了し、記念に御神体を新造して奉納した。

吉沼八幡神社のギャラリー
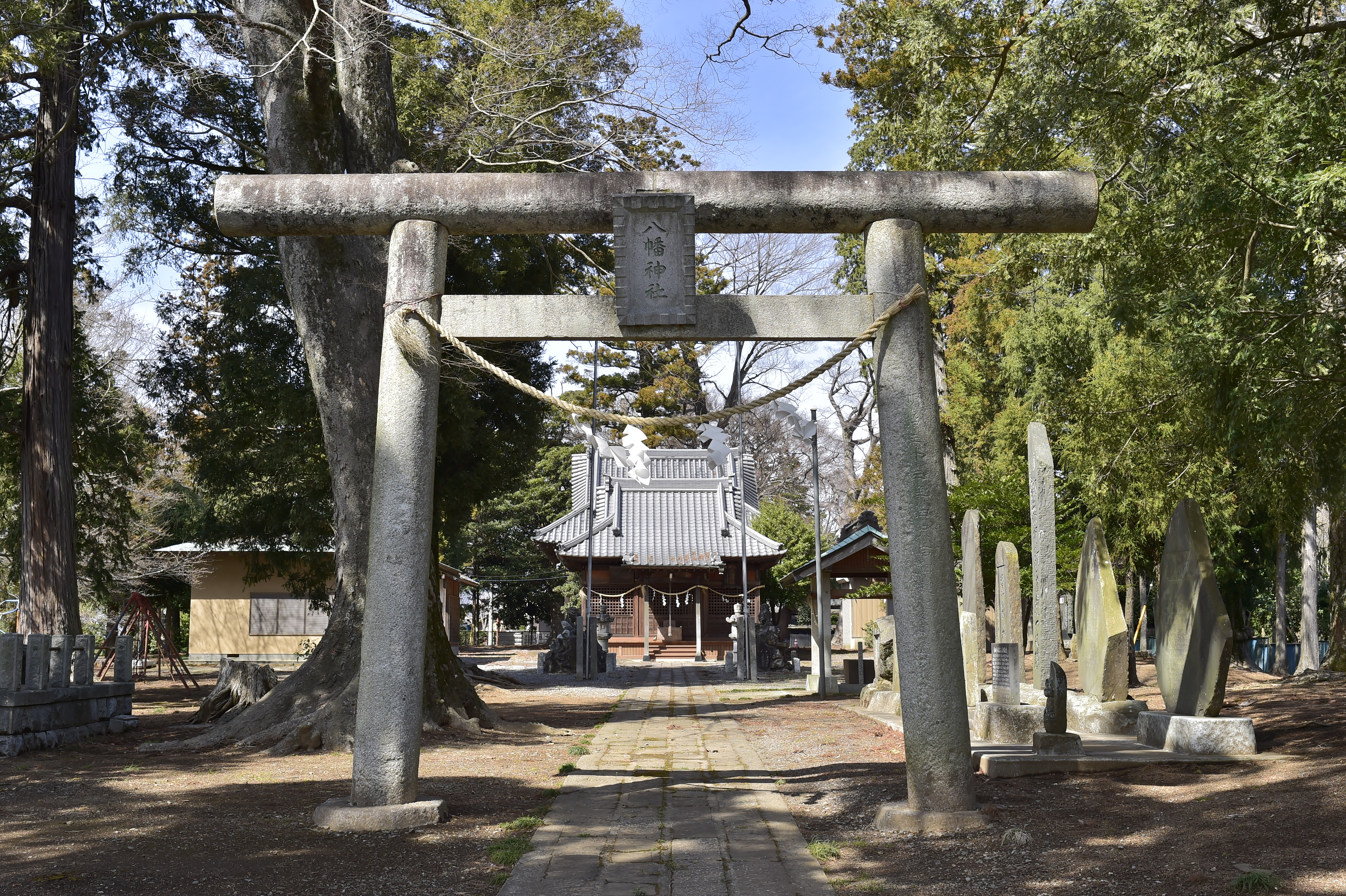
鳥居と参道
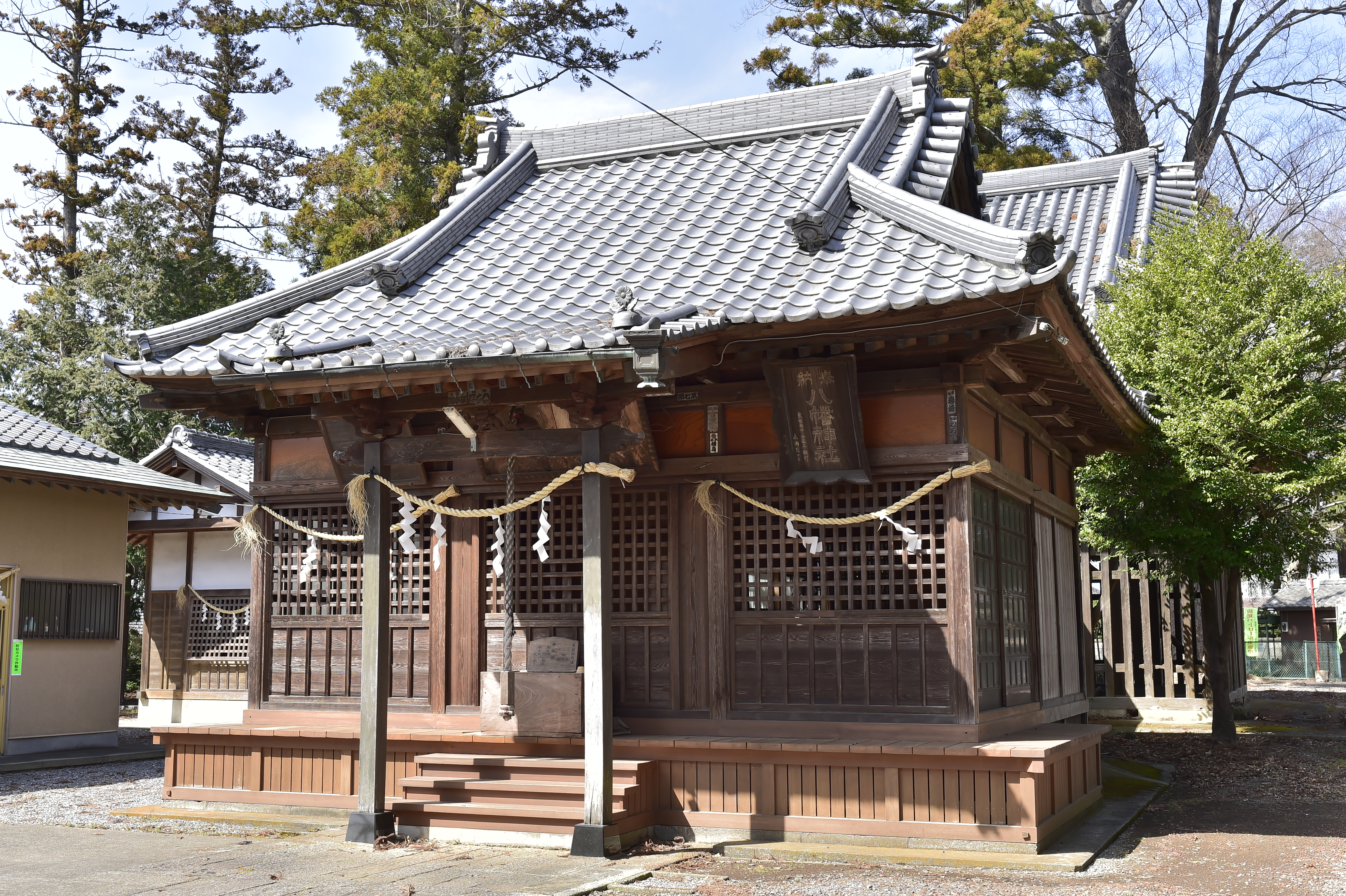
拝殿
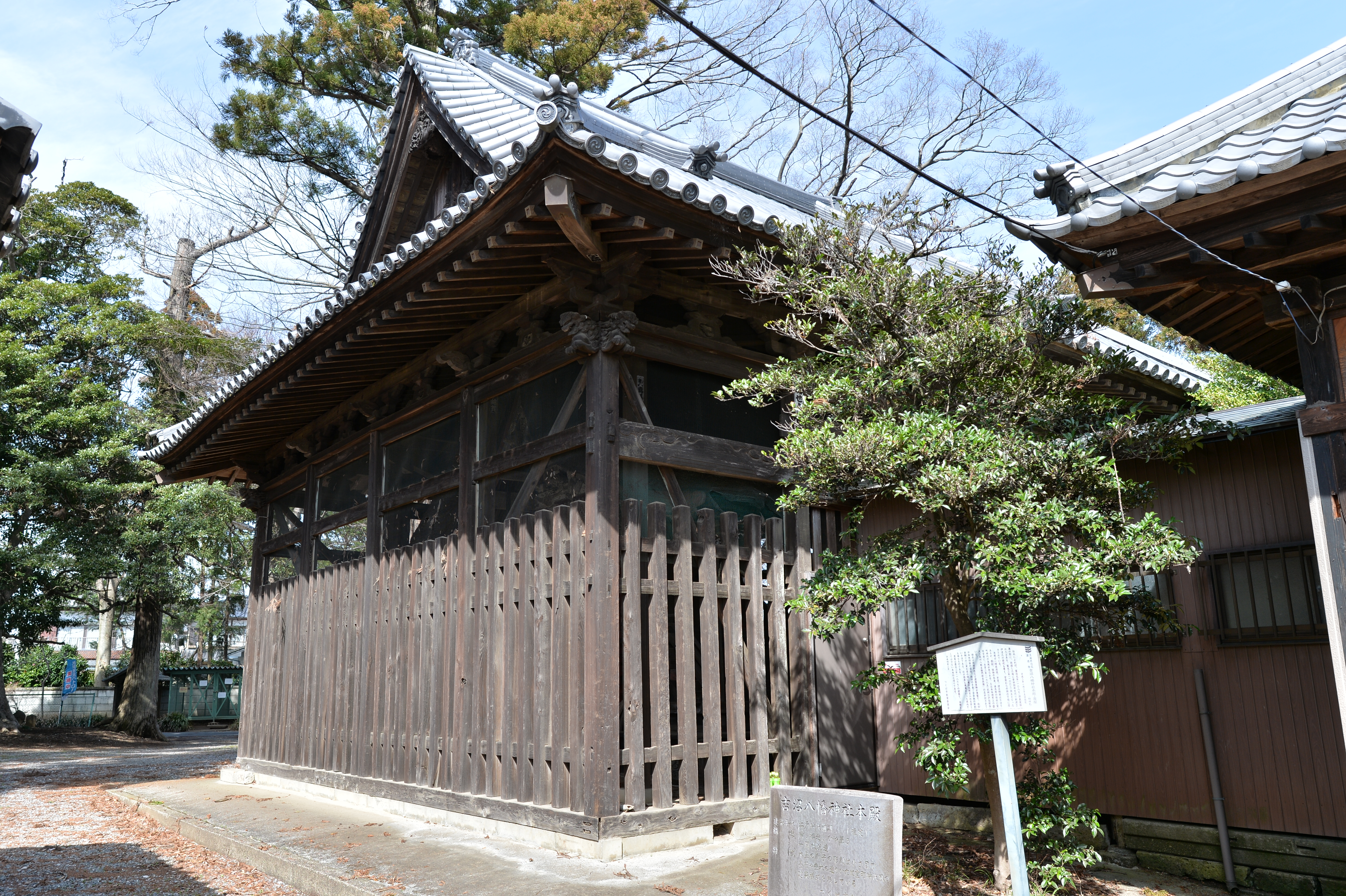
本殿・覆屋 （茨城県指定文化財）

## 文化財
- 吉沼八幡神社本殿・覆屋（茨城県指定文化財 平成2年1月25日指定）[3]
本殿は一間社流造の茅葺きで、建立時期は不詳であるが、蟇股（かえるまた）の裏面に「貞亨二年（1685年）武州江戸住彫物大工島村八郎左衛門伜吉兵衛」名が記されており、これを造った旨の墨書がある[4]。構造物の随所に彫刻をつけ、その上全面に極彩色を施したあとがみられ、江戸時代初期における茨城県の代表的な神社本殿建築といわれている[4]。茅葺きは、覆殿建設以前のものとみられている[4]。
覆屋は、方四間の入母屋造で棧瓦葺きであるが、もともとは茅葺きだったと考えられている[4]。1867年（慶応3年）に吉沼の大工稲村訓司、彫刻は後藤松五郎らによって建立された[4]。

## 交通アクセス
- 路線バス吉沼八幡神社停留所より徒歩1分。